# Miao Lijie
Miao Lijie (苗立傑S, Miáo LìjiéP; Harbin, 3 giugno 1981) è un'ex cestista cinese, professionista nella WNBA.

## Carriera
Con la Cina ha disputato tre edizioni dei Giochi olimpici (Atene 2004, Pechino 2008, Londra 2012) e quattro dei Campionati mondiali (1998, 2002, 2006, 2010).